# Rue Augusta
La rue Augusta (rua Augusta) est une rue piétonne située dans le centre de Lisbonne au Portugal. 

## Situation et accès
Elle relie la place du commerce au Rossio. Elle est bordée de boutiques, la plupart de grandes marques internationales. Elle est piétonne depuis la fin des années 80 et est fréquemment occupée par des artistes de rue, artisans et vendeurs ambulants.
Elle est desservie par :
- Métro : stations Rossio, Terreiro Paço ou Baixa-Chiado
- Tram : lignes 28 ou 15E
- Bus : lignes 728, 735, 737, 759 ou 794

## Origine du nom
Elle est nommée en hommage à la statue du roi Joseph Ier, qualifiée d'« auguste », qui se trouve sur la Praça do Comércio

## Historique
La « rua Augusta » a été créée le 5 novembre 1760, dans le cadre de la reconstruction du quartier de la Baixa après le tremblement de terre de 1755, sous la direction du Marquis de Pombal

## Bâtiments remarquables et lieux de mémoire
- Arc de triomphe de la rue Augusta